# 贝益芬
贝益芬（英語：Kenneth Graham Bevan，1898年9月27日—1993年12月3日）英国人，中华圣公会东川教区第五任主教。

## 生平
贝益芬于1898年9月27日生于一个基督教家庭。其父为Rev. James Alfred Bevan。早年，他在英国大雅茅斯语法学校学习。1924年，他获祝圣。他是坦布里奇韦尔斯圣三一堂的牧区助理牧师（curate）。从1940年到1950年，他担任中华圣公会东川教区主教。回到英国后，他担伍尔霍普的牧区主任牧师（vicar），任至1966年改任聖公會韋克菲爾德教區助理主教（assistant bishop），此后任该职11年。
1993年12月3日，贝益芬逝世。